# Genoa Model United Nations
GeMUN (Genoa Model United Nations) — трёхдневная конференция, которая воспроизводит деятельность Организации Объединённых Наций и ежегодно проходит в городе Генуя, Италия.
Участники из учебных заведений и университетов со всего мира каждый год собираются в городе Генуя для обсуждения тем на английском языке, представляющих международный интерес в области экономики, безопасности, окружающей среды и гуманитарной помощи, чтобы найти решения обсуждаемым проблемам.
Конференция GeMUN является филиалом THIMUN (The Hague International Model United Nations), ежегодной конференции, воспроизводящей деятельность ООН с 1968 года в городе Гаага, Нидерланды, и которая также тесно связана с другими конференциями MUN по всему миру. GeMUN проводится согласно правилам проведения конференций, одобренными THIMUN.

## Общая информация
Конференции MUN (Model United Nations, дословно «Модель Объединённых Наций») — это мероприятия, организованные, как правило, на ежегодной основе различными учебными заведениями и университетами по всему миру. Они предусматривают воспроизведение деятельности Объединённых Наций, в том числе её структуру, комитеты и ключевые роли, что позволяет студентам ознакомиться с целями, процедурами и повседневностью международных организаций.
На конференциях MUN участники распределяют между собой различные роли, начиная с директивной и информационно-инструктивной сферы. Они занимают позиции делегатов, каждый из которых представляет определенную страну в одном из комитетов, или президента, который возглавляет дискуссию. Распределение также включает сферу материально-техническую и организационную, то есть персонал и охрану и средства массовой информации, а именно группа прессы и СМИ.
Компоненты организации GeMUN: Совет безопасности, ЭКОСОС, Специальная конференция, Гуманитарный и социальный комитет, разоружение и международная безопасность, Экологическая комиссия, Средиземноморская конференция. На университетском уровне в этот состав входят также: Специальный комитет по деколонизации, Политический Комитет, Экономический и финансовый Комитет.
Хотя большинство MUN и придерживается структуры главных комитетов ООН, то есть представляя комитеты Генеральной ассамблеи, Совета безопасности и Экономического и социального совета, все же не редкость, что некоторые из них также включают в себя подкомитеты, как Африканский союз и Лигу арабских государств.
Конференции MUN, как правило, имеют продолжительность от трех до пяти дней, а рабочим языком комитетов является английский. Тем не менее, организуются ещё и конференции с участием комитетов, где дебаты ведутся на других языках: например, ежегодно в городе Генуя проводится GeMUN Debating Day (Дискуссионный день), на котором представлен также и итальянский комитет.

## История GeMUN[5]
Конференция GeMUN впервые была организована в 2002 году совместными усилиями Интернациональной школы «Deledda» (Deledda International School), Муниципального лингвистического интернационального лицея G. Deledda (Liceo Linguistico Internazionale «G. Deledda»), Немецкой школы Генуи (Deutsche Schule Genua), Института высшего государственного образования «L. Einaudi- G. Casaregis-G. Galilei», Научного лицея «Nicoloso da Recco» (Liceo Scientifico «Nicoloso da Recco») и классического лицея «Giovanni da Vigo» (Liceo Classico «Giovanni da Vigo»), Университета Генуи (Universita’ Degli Studi di Genova), Групп THIMUN и SPIMUN (THIMUN and the SPIMUN Group).
С этого времени, благодаря общей совместной работе и усилиям, конференция превратилась в наиболее авторитетную в стране.
Первая генуэзская группа MUN была организована в 1998 году и приняла участие в конференции SPIMUN (Saint Petersburg International Model United Nations).
В 1999 году настала очередь MUN в Братиславе, а затем в 2000 году Саммита тысячелетия в Лондоне. С этой поездки открывается важная глава в истории группы GeMUN, связанная с ежегодным участием молодежи в международных путешествиях в более чем 12 различных стран. И, как уже говорилось выше, 2002 год является годом первой конференции GeMUN, которая собрала 140 представителей из 14 итальянских школ в Красном зале Палаццо Турси (Palazzo Doria-Tursi).
В 2003 году был создан Оргкомитет GeMUN, который состоит из пяти учебных заведений Генуи, трех департаментов Университета Генуи и Комитета ЮНИСЕФ.
В 2004 году на конференции GeMUN главной темой дискуссии была энергия. Конференция, как филиал THIMUN и часть международной схемы, также была единственной, предложившей Конференцию по Средиземноморью (MedCon), принимающей 450 участников из 15 учебных заведений со всего мира.
В 2005 году начинает свою деятельность офис GeMUN в Муниципальном лингвистическом интернациональном лицее G. Deledda (Liceo Linguistico Internazionale «G. Deledda»). Кроме того, были проведены встречи дискуссионного сообщества (Debating Society), которые развивают навыки дискуссии участвующих в таких мероприятиях, как GeMUN.
Группа GeMUN также приняла участие в конференции THIMUN в Гааге. В 2006 году темой конференции GeMUN была безопасность пищи и на ней присутствовали представители ФАО в качестве приглашенных докладчиков (Keynote speakers). Были также добавлены другие комитеты, как, например, по вопросам разоружения и международной безопасности (DISEC).
В 2007 году конференция GeMUN приветствовала впервые 600 участников из 40 школ со всего мира и эта цифра была увеличена в 2008 году, темой обсуждения которой был энергетический вопрос.
В 2009 году на конференции GeMUN был обсужден вопрос о биоразнообразии и, благодаря усилиям и активному участию группы студентов с местного факультета политических наук, был организован первый комитет для студентов университета. В том же году было проведено в Институте «Duchessa di Galliera» первое мероприятие GeMiniMUN, позволяющее молодым делегатам подготовиться к конференции GeMUN.
В 2010 году центральной темой конференции были пределы роста и группа GeMUN в первый раз приняла участие в Международном Суде (МС, Международный Суд) на Каирской конференции. В том же году GeMiniMUN развивается и переезжает в библиотеку Берио (Biblioteca Civica Berio), занимая два зала.
В 2011 конференция GeMUN была посвящена общему прогрессу. Кроме того, был создан генуэзский Международный суд (International Court of Justice, Corte Internazionale di Giustizia) и был добавлен Комитет по охране окружающей среды (EnvCom), после бедствия на Фукусиме, и комитет по экономическим и финансовым вопросам (EcoFin).В том же году состоялся первый дискуссионный день (Debating Day), организованный в сотрудничестве с Библиотекой Берио (Biblioteca Civica Berio).
В 2012 году конференция была посвящена молодежи, а на университетском уровне был добавлен ещё один Юридический комитет. Университетские комитеты были проведены в Палаццо Бальби (Palazzo Balbi).

## Конференция на практике

### Структура[11][2]
Конференция GeMUN длится три дня и состоит из 9 комитетов, в соответствие с теми, которые присутствуют в ООН, и каждый из них рассматривает конкретную тему. Официальным языком этого события является английский.
Участвуют в этой конференции подростки от 14 до 19 лет и студенты от 18 до 26 лет, которые выполняют роли делегатов и изучают технику дебатов и переговоров.
Группа делегатов от одной из участвующих школ выбирает страну, которую намеренна представлять, но, которая, в свою очередь, должна отличаться от национальности, к которой она принадлежит, после чего становится частью одного из комитетов.

### Комитеты[11][1]
Комитеты, которые составляют конференцию:
1. Специальная конференция (SpeCon — Special Conference): на которой вопросы для обсуждения меняются каждый год в зависимости от темы конференции;
2. Совет Безопасности (SC — Security Council): комитет состоит всего из 15 делегатов, в том числе 5 постоянных (Великобритания, Китай, Россия, США, Франция) и 10, которые меняются каждые 2 года. Этот комитет повествует о наиболее серьёзных кризисах в мире;
3. Экономический и Социальный Совет (ECOSOC — Economic and Social Council): способствует экономическому и социальному развитию в менее развитых странах;
4. Средиземноморская конференция (MedCon — Mediterranean Conference): В этом комитете представлены страны Средиземноморья. Каждая страна представлена 2 делегатами;
5. Комиссия по окружающей среде (EnvCom — Environment Committee);

Комитеты Генеральной Ассамблеи Организации Объединённых Наций:
1. Комитет по вопросам разоружения и международной безопасности (DISEC — Disarmament and International Security Committee): обсуждает вопросы, связанные с аспектами, которые подрывают международную безопасность;
2. Социальный, культурный и гуманитарный комитет (SOCHUM — Social, Cultural and Humanitarian Committee): основным аргументом дискуссии этого комитета являются права человека, который решает вопросы их продвижения и реализации;

Комитеты на университетском уровне:
1. Экономический и финансовый комитет (EcoFin — Economic and Financial Committee): обсуждает проблемы финансов и мировой экономики;
2. Юридический комитет (LEG — Legal Committee): занимается международным правом;

GeMUN также включает в себя два пленарных заседания, на которых собираются все компоненты, позволяя делегатам представить их работу в более широкой и более разнообразной сфере, возможность для продвижения и сравнения, согласно с различными точками зрения. Это:
1. Генеральная Ассамблея, которая объединяет делегатов из комитетов SOCHUM, LEG, EcoFin, SC e DISEC и воспроизводит пленарное заседание Генеральной Ассамблеи ООН;
2. Комитет развития, который объединяет делегатов из комитетов EcoSoc,EnvCom, MedCon e SpeCon для решения общих вопросов для всех трех комитетов.

### Международный суд (ICJ)[2]
Начиная с GeMUN 2011 года, было организовано заседание Международного суда (ICJ — International Court of Justice), воспроизведение суда Международного трибунала в Гааге, цель которого заключается в решении международных дел между двумя конкретными правительствами, вовлеченными в политические конфликты. Он включает 15 судей и 4 адвоката, президента, вице-президента и канцлера. Дела, переданные в суд GeMUN — это всегда реальные юридические споры, которые до сих пор не были решены Международным судом.

### Роли[2]
Роли во время конференции:
- Делегат (delegate): представляет определенную страну ООН в конкретном комитете и может выступать, предложив решения обсуждаемых проблем. Он распределяет группы в соответствии с их интересами и ищет максимально возможное число делегатов, которые поддержат его идеи для того, чтобы составить окончательный документ «резолюции», который он будет защищать и обсуждать в ходе дискуссии.
- Делегат Эксперт (Expert): член группы экспертов, состоящей из участников из разных учебных заведений, который занимается подготовкой содержания конференции и разработкой тем, которые будут обсуждаться различными комитетами. Принимает участие в формировании новых делегатов (Juniors), опытных делегатов (Seniors), будущих председателей комитетов (Chairs) и будущих участников Международного суда. Включает студентов, как местных, так и иностранных, с опытом участия в предыдущих конференциях и занимающих позиции президентов различных комитетов;
- Президент (Chair): управляет дискуссией комитета, отвечает за письменные отчеты в ходе обсуждения конференции;
- Председатель Генеральной Ассамблеи (General Assembly President): заведует ассамблеей.
- Председатель комиссии по развитию (President of the Development Commission): организатор ассамблеи, объединения нескольких комитетов, которые обсуждают лучшие резолюции. Является главой большинства комитетов, организованных в делегации;
- Генеральный секретарь и заместитель секретаря (Secretary General and Under Secretary General): организаторы всей конференции, роль которых заключается в координации всех руководителей различных секторов и в руководстве их работы.

Международный суд (ICJ)
- Судья (Judge): Рассматривает дела, изучает доказательства, представленные адвокатам, и выносит вердикт в соответствии с международным правом;
- Адвокат (Lawyer): Ответственный за защиту позиции страны, которую представляет в определенном судебном разбирательстве;
- Президент Международного суда (ICJ President): ответственный за организацию Международного Суда. В ходе конференции, управляет Международным судом и проверяет исполнение в соответствии с правилами;
- Вице-президент (Deputy President): сотрудничает с президентом Международного Суда, обучаясь динамике, обязанностям и ответственности этой роли;
- Канцлер (Chancellor): заполняет отчеты и протоколы о ходе судебного разбирательства.

Сектор логистики и организации:
- Персонал (Staff): гарантирует хорошую организацию конференции и комитетов с практической точки зрения.
- Управляющий персоналом (Head of Staff): координирует персонал в одном из комитетов конференции, обеспечивает и контролирует работу сотрудников персонала;
- Член Исполнительного Комитета (Executive Staff Member): несет ответственность за общую организацию конференции и участвует в управлении одного из секторов, таких как логистика, подготовка персонала, делопроизводство, культурная программа и безопасность.(См. Безопасность);
- Руководитель персонала: управляет и контролирует работу всех групп сотрудников персонала;
- Безопасность (Security): обеспечивает безопасность комитетов. Они призваны контролировать залы и гарантировать отсутствие посторонних лиц при входе и выходе;
- Руководитель безопасностью: ответственный за организацию работы Совета Безопасности.

Медиа-сектор
- Ответственный за печать (Press): несет ответственность за документирование события, интервью делегатов и подготовку журнала с конференции;
- Главный редактор (Editor-in-chief): ответственный за работу, проделанную в прессе.

### Цели[1][13]
GeMUN, а также связанные с ней инициативы, предназначены для развития навыков обсуждения, переговоров и критического мышления. Это также дает участникам возможность узнать и исследовать проблемы международной политики, развивая способности к сотрудничеству и разностороннему мировоззрению. Кроме того, участие в GeMUN позволяет повысить уровень вашего английского языка, который является официальным языком конференции, принимая участие в дискуссиях с молодыми людьми со всего мира.

## Оргкомитет[6]
В Оргкомитет GeMUN входят:
- Муниципальный лингвистический интернациональный лицей «G. Deledda» (Liceo Linguistico Internazionale «G. Deledda»)
- Немецкая школа Генуи (Deutsche Schule Genua)
- Лицей «Einaudi Casaregis Galilei» (Liceo «Einaudi Casaregis Galilei»)
- Интернациональная школа «Deledda» (Deledda International School)
- Научный лицей «Nicoloso da Recco» (Liceo Scientifico «Nicoloso da Recco») и классический лицей «Giovanni da Vigo» (Liceo Classico «Giovanni da Vigo»)
- Факультет Политических Наук, Университета Генуи (Facoltà di Scienza Politiche, Università degli Studi di Genova)
- Факультет Иностранных Языков и Литературы, Университета Генуи (Facoltà di Lingue e Letterature Straniere, Università degli Studi di Genova)
- Юридический факультет, Университета Генуи (Facoltà di Giurisprudenza, Università degli Studi di Genova)
- Областной комитет ЮНИСЕФ в Генуе(Comitato Provinciale UNICEF Genova)

## Участие студентов университета
Иногда участниками конференции могут быть также и студенты или выпускники университета с факультета Иностранных Языков и Литературы, Политологии и Права. Два из девяти комитетов конференции, а именно Юридический комитет и Экономический и Финансовый комитет, зарезервированы только для студентов высших учебных заведений..

### Стажеры
Стажеры офиса GeMUN участвуют в организации конференций GeMUN, занимаясь управлением, безопасностью и логистикой, а также выполняя секретарские обязанности. Кроме того, они помогают делегатам средней школы в подготовке к конференциям. Целью их работы является применение на практике навыков, которые они приобрели во время их обучения, знакомясь с реальностью международных отношений и открывая динамику пересечения разных культур. Студенты степени бакалавра в области Иностранных Языков и Литературы выполняют задания по переводу, интерпретации и межъязыковой и межкультурной коммуникации. Достигнув степени магистра, в области устного и письменного перевода (Laurea magistrale di Traduzione e Interpretariato) студенты выполняют синхронный и последовательный перевод. Студенты факультета политических наук участвуют в разработке тем, включенных в повестку дня, и в подготовке делегатов.

## События, связанные с GeMUN
Кроме конференции GeMUN, ежегодно в городе Генуя проводятся два события, связанные с ней: GeMiniMUN осенью, и Дискуссионный день GeMUN (GeMUN Debating Day) весной.

### GeMiniMUN
GeMiniMUN является конференцией, спланированной и организованной, чтобы помочь новым делегатам и новым членам среды MUN в Генуе и в Лигурии ознакомиться с формальными процессами дискуссии. Структура конференции такая же, как и у GeMUN: Делегаты могут представлять те же страны, которые будут представлять на GeMUN, а также темы для обсуждения выбранные из тех, которые стоят на повестке дня в GeMUN. Конференция предлагает участникам следующие комитеты:
- Комиссия по прогрессу, характерная для GeMiniMUN, в том числе включая вопросы, связанные с комитетами SOCHUM, SpeCon e MedCon (см. 3.2 Комитеты);
- Комиссия по устойчивому развитию, характерная для GeMiniMUN, в том числе включая вопросы, связанные с комитетами ECOSOC e EnvCom (см. 3.2 Комитеты);
- Совет по вопросам разоружения и международной безопасности (см. 3.2 Комитеты);

### Дискуссионный день GeMUN (GeMUN Debating Day)
Дискуссионный день GeMUN — это однодневная конференция, на которой молодые люди из средних школ собираются вместе, чтобы обсудить глобальные проблемы. Дискуссионный день GeMUN особенный тем, что позволяет студентам представлять самых себя, высказывая, таким образом, свои мнения и идеи. Следуя формальным правилам конференции MUN, официальными языками являются английский и итальянский, позволяя даже тем, кто столкнулся с трудностями в английском языке, принять участие в дебатах. Конференция состоит из двух комитетов:
- Английский комитет
- Итальянский комитет

## Похожие материалы
- Европейская Модель ООН (EuroMUN)
- Модель ООН